# Shōji-See
Der Shōji-See (jap. 精進湖, Shōji-ko, dt. „Fastensee“), auch Shōjiko, ist ein natürlicher Maarsee vulkanischen Ursprungs nahe der Nordflanke des Fuji in der Präfektur Yamanashi in Japan. Er gehört zu den Fünf Fuji-Seen und liegt im Fuji-Hakone-Izu-Nationalpark. Er befindet sich in ca. 900 m Höhe, seine Fläche beträgt ca. 0,51 km² und an seiner tiefsten Stelle erreicht er ca. 15,20 m. Er steht unter besonderem Natur- und Denkmalschutz, Angeln und Kanufahren sind jedoch erlaubt. In der Nähe des Sees liegen die Ortschaft Fujikawaguchiko und der bekannte Aokigahara-Wald.